# Géza von Radványi
Géza von Radványi (Košice, Eslovaquia, 26 de septiembre de 1907-Budapest, Hungría, 27 de noviembre de 1986) fue un director de cine, director de fotografía, productor y guionista húngaro.

## Biografía
Nacido como Géza Grosschmid, tomó el nombre de Radványi de su abuela paterna. Su hermano era el novelista Sándor Márai. Géza von Radványi comenzó su carrera en el periodismo antes de entrar en el mundo del cine en 1941. Su objetivo era crear un cine popular en los años 1950 y 1960 que rivalizara con los estudios de Hollywood, a través de coproducciones europeas.
Empezó a finales de 1940 con Valahol Európában y Women Without Names, dramas neorrealistas que reflejaban los estragos de la guerra y la posguerra. Durante los años 1950 Radványi cambió su estilo, dirigiendo las películas L'Étrange Désir de monsieur Bard, con Michel Simon y Geneviève Page (1953), y, sobre todo, con el éxito de la adaptación de Mädchen in Uniform con Lilli Palmer, Marthe Mercadier y la joven estrella Romy Schneider (1958). En la misma década también hizo Douze heures d'horloge, un thriller basado en el guion de Pierre Boileau y Thomas Narcejac, con Lino Ventura y Laurent Terzieff, además de la comedia de humor slapstick Mademoiselle Ange con Romy Schneider y Henri Vidal (1959).
Durante los años 1960 se volvió más ambicioso y lucrativo, realizando coproducciones de 70 mm como Onkel Toms Hütte con Mylène Demongeot y Herbert Lom (1965), y Der Kongreß amüsiert sich con Lilli Palmer, Curd Jürgens, Paul Meurisse y Françoise Arnoul (1966), ambas películas poco exitosas.

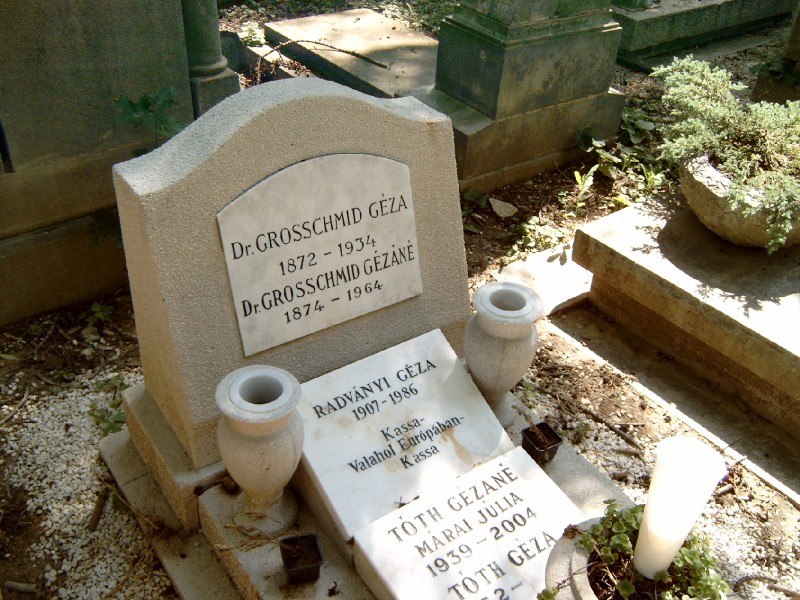
Lápida de Géza von Radványi en Budapest.

Como contraste, escribió el guion de la exitosa película producida por Louis de Funès, L'homme orchestre, dirigida por Serge Korber (1970). La película de 1961 Das Riesenrad participó en el segundo Festival Internacional de Cine de Moscú, y Uncle Tom's Cabin en la cuarta edición.
Géza von Radványi terminó su carrera con una modesta producción realizada en su país natal, Circus Maximus (1980).

## Filmografía
- 1940: Sarajevo
- 1947: Valahol Európában con Artúr Somlay y Miklós Gábor
- 1950: Women Without Names con Simone Simon y Françoise Rosay
- 1953: L'Étrange Désir de monsieur Bard con Michel Simon y Geneviève Page
- 1955: Mädchen ohne Grenzen
- 1955: Ingrid – Die Geschichte eines Fotomodells
- 1957: Das Schloß in Tirol con Karlheinz Böhm
- 1958: Der Arzt von Stalingrad con Mario Adorf, O. E. Hasse y Eva Bartok
- 1958: Mädchen in Uniform con Romy Schneider, Lilli Palmer y Marthe Mercadier
- 1959: Douze heures d'horloge con Lino Ventura, Laurent Terzieff y Hannes Messemer
- 1959: Mademoiselle Ange con Romy Schneider y Henri Vidal
- 1961: Und sowas nennt sich Leben con Elke Sommer
- 1961: Das Riesenrad con Maria Schell
- 1961: Diesmal muß es Kaviar sein con Jean Richard, Geneviève Kervine y Senta Berger
- 1965: Onkel Toms Hütte con Mylène Demongeot, Herbert Lom y O. W. Fischer
- 1966: Der Kongreß amüsiert sich con Lilli Palmer, Curd Jürgens, Paul Meurisse y Françoise Arnoul
- 1980: Circus Maximus con Ági Margittay y Antal Páger